# Findochty
Findochty (schottisch-gälisch Am Fionn Ochdamh) ist ein Küsten- und Ferienort in der Council Area Moray in Schottland. Sie liegt am Moray Firth zwischen Portknockie und Buckie am Ende der Spey Bay.
Die Geschichte Findochtys reicht zurück bis ins 15. Jahrhundert. Im 18. und 19. Jahrhundert besaß der Ort eine gewisse Bedeutung als Fischereihafen. Gegenwärtig hat die Fischerei viel an Bedeutung verloren und die Haupteinnahmequelle ist der Tourismus. Im durch umgebende Felsen gut geschützten Hafen finden sich hauptsächlich Boote von Sportfischern und Freizeitkapitänen.  Bei Findochty kann man Delfine und Tümmler beobachten.
Eine Sehenswürdigkeit sind die Ruinen des Findochty Castle aus dem 16. Jahrhundert, die ein paar km südwestlich des Ortes liegen.